# Morti il 18 agosto
| Questa pagina contiene informazioni ricavate automaticamente dalle voci biografiche con l'ausilio del template Bio e di un bot. L'aggiornamento è periodico e automatico e ricostruisce completamente la pagina. Se manca una persona in questa lista, sei pregato di non aggiungerla, ma accertati piuttosto che la sua voce biografica contenga il template Bio e che i dati anagrafici siano correttamente compilati. Se il template Bio manca, inseriscilo tu stesso o, in alternativa, metti l'avviso {{tmp\|Bio}} che ne segnala la mancanza. Se i dati riportati sono sbagliati, correggi direttamente la voce biografica; le modifiche saranno visibili in questa lista entro pochi giorni. Per chiarimenti vedi il progetto biografie. La lista contiene solo le 477 persone che sono citate nell'enciclopedia e per le quali è stato implementato correttamente il template Bio. Pagina aggiornata al 9 lug 2025. |

## IV secolo(1)
- 353 - Decenzio, politico romano

## V secolo(1)
- 472 - Ricimero, politico e generale goto (n. 405)

## VII secolo(1)
- 684 - Al-Dahhak ibn Qays al-Fihri, funzionario e generale arabo

## IX secolo(1)
- 816 - Vulfario, vescovo francese

## X secolo(1)
- 946 - Giovanni di Rila, religioso e santo bulgaro

## XI secolo(2)
- 1079 - Oddone II, vescovo cattolico italiano
- 1095 - Olaf I di Danimarca, re danese (n. 1050)

## XII secolo(1)
- 1189 - Ottone VII di Baviera, nobile tedesco

## XIII secolo(5)
- 1227 - Gengis Khan, condottiero mongolo (n. 1162)
- 1255 - Leonardo di Cava, religioso italiano
- 1258 - Teodoro II Lascaris, imperatore bizantino (n. 1221)
- 1276 - Papa Adriano V, papa e cardinale italiano
- 1297 - Simone di Beaulieu, arcivescovo cattolico e cardinale francese

## XIV secolo(3)
- 1303 - Gentile Stefaneschi Orsini, vescovo cattolico italiano
- 1340 - Matteo Orsini, arcivescovo cattolico e cardinale italiano
- 1357 - Tommaso II di Saluzzo, marchese italiano (n. 1304)

## XV secolo(4)
- 1429 - Benedetto Guidalotti, vescovo cattolico italiano
- 1475 - Gerardo di Jülich-Berg, nobile tedesco
- 1486 - Pallavicino Pallavicini, condottiero e politico italiano (n. 1426)
- 1500 - Alfonso d'Aragona, principe (n. 1481)

## XVI secolo(15)
- 1503 - Papa Alessandro VI, papa, vescovo e cardinale spagnolo (n. 1431)
- 1503 - Gerolamo Pallavicini, vescovo cattolico italiano
- 1504 - Clemente Grosso della Rovere, cardinale e vescovo cattolico italiano (n. 1462)
- 1541 - Enrico IV di Sassonia, nobile tedesco (n. 1473)
- 1550 - Antonio Ferramolino, architetto italiano
- 1557 - William Courtenay, II conte di Devon, nobile e politico inglese (n. 1529)
- 1557 - Paolo Battista Fregoso, condottiero italiano
- 1557 - Claude de la Sengle, militare francese (n. 1494)
- 1559 - Papa Paolo IV, papa, vescovo cattolico e cardinale italiano (n. 1476)
- 1563 - Étienne de La Boétie, filosofo, scrittore e politico francese (n. 1530)
- 1567 - Enea Vico, incisore e numismatico italiano (n. 1523)
- 1591 - Bernardino Campi, pittore italiano (n. 1522)
- 1593 - Ludovico III di Württemberg, duca tedesco (n. 1554)
- 1595 - Giovanni Battista Castrucci, cardinale e arcivescovo cattolico italiano (n. 1541)
- 1600 - Sebastiano Montelupi, mercante e banchiere italiano (n. 1516)

## XVII secolo(17)
- 1609 - Francis Vere, militare inglese (n. 1560)
- 1612 - Giacomo Boncompagni, duca italiano (n. 1548)
- 1613 - Giovanni Maria Artusi, compositore e teorico musicale italiano (n. 1540)
- 1620 - Wanli, imperatore cinese (n. 1563)
- 1623 - Nicolas Bergier, archeologo, storico e avvocato francese (n. 1567)
- 1633 - Maeda Toshimasa, militare giapponese (n. 1578)
- 1634 - Urbain Grandier, presbitero francese (n. 1590)
- 1638 - Giovanni Andrea Ansaldo, pittore italiano (n. 1584)
- 1642 - Guido Reni, pittore e incisore italiano (n. 1575)
- 1645 - Evdokija Luk'janovna Strešnëva, nobile russa (n. 1608)
- 1648 - Ibrahim I, sultano ottomano (n. 1615)
- 1649 - Andrea Camassei, pittore e incisore italiano (n. 1602)
- 1651 - Niccolò Tornioli, pittore italiano
- 1652 - Florimond de Beaune, matematico francese (n. 1601)
- 1676 - Jacopo Melani, compositore, organista e cantante italiano (n. 1623)
- 1677 - Felice della Greca, architetto italiano (n. 1625)
- 1699 - Antonio Domenico Triva, pittore e incisore italiano (n. 1626)

## XVIII secolo(25)
- 1706 - Luigi Omodei, cardinale italiano (n. 1657)
- 1707 - Giovanni Battista Anguisciola, arcivescovo cattolico e diplomatico italiano (n. 1643)
- 1707 - William Cavendish, I duca di Devonshire, nobile, politico e militare inglese (n. 1640)
- 1712 - Richard Savage, IV conte Rivers, nobile, militare e politico inglese (n. 1654)
- 1719 - Heinrich von Cocceji, giurista tedesco (n. 1644)
- 1720 - Gianfrancesco Gonzaga, nobile e militare italiano (n. 1674)
- 1724 - Johann Philipp Franz von Schönborn, vescovo cattolico tedesco (n. 1673)
- 1731 - Alderano I Cybo-Malaspina, sovrano italiano (n. 1690)
- 1732 - Diego Vicencio de Vidania, presbitero, giurista e storico spagnolo (n. 1644)
- 1736 - Ludovico Rusconi Sassi, architetto italiano (n. 1678)
- 1739 - Juan Álvaro Cienfuegos Villazón, cardinale e arcivescovo cattolico spagnolo (n. 1657)
- 1743 - Jean-Baptiste Du Halde, storico, sinologo e gesuita francese (n. 1674)
- 1746 - Arthur Elphinstone, VI Lord Balmerino, nobile e militare scozzese (n. 1688)
- 1756 - Erdmann Neumeister, teologo tedesco (n. 1671)
- 1761 - François Gaspard Balthazar Adam, scultore francese (n. 1710)
- 1765 - Francesco I di Lorena, imperatore (n. 1708)
- 1768 - Giovanni Domenico Ferretti, pittore italiano (n. 1692)
- 1781 - Francesco Giuseppe I del Liechtenstein, principe austriaco (n. 1726)
- 1781 - Giuseppe Torelli, matematico e letterato italiano (n. 1721)
- 1783 - John Dunning, I barone Ashburton, politico britannico (n. 1731)
- 1789 - Giovanni Morosini, vescovo cattolico italiano (n. 1719)
- 1795 - Bénigne Gagneraux, pittore e disegnatore francese (n. 1756)
- 1795 - Luigi Zamboni, patriota italiano (n. 1772)
- 1797 - Giovanni Presta, medico e agronomo italiano (n. 1720)
- 1799 - Pierre-Augustin Guys, scrittore e viaggiatore francese (n. 1721)

## XIX secolo(70)
- 1803 - James Beattie, poeta e filosofo scozzese (n. 1735)
- 1809 - Mula Mustafa Bašeskija, scrittore bosniaco (n. 1731)
- 1810 - Charles Pierre Claret de Fleurieu, ufficiale, oceanografo e politico francese (n. 1738)
- 1822 - Armand-Charles Caraffe, pittore francese (n. 1762)
- 1823 - André-Jacques Garnerin, inventore francese (n. 1769)
- 1829 - David Baird, I baronetto, generale, politico e nobile scozzese (n. 1757)
- 1829 - Antonio Crivelli, fisico italiano (n. 1783)
- 1829 - Maria Benedetta di Braganza, principessa portoghese (n. 1746)
- 1833 - Aron Stanisavljevic von Wellenstreit, militare austriaco (n. 1753)
- 1835 - Noël Aubin, editore e drammaturgo francese (n. 1754)
- 1835 - Friedrich Stromeyer, chimico tedesco (n. 1776)
- 1836 - Ranieri Alliata, arcivescovo cattolico italiano (n. 1752)
- 1837 - Virginio Cenci Bolognetti, V principe di Vicovaro, principe e politico italiano (n. 1765)
- 1840 - Anthony Christiaan Winand Staring, poeta olandese (n. 1767)
- 1841 - Georg Andreas von Rosen, generale russo (n. 1782)
- 1842 - João Domingos Bomtempo, pianista, compositore e pedagogo portoghese (n. 1771)
- 1842 - Louis de Freycinet, navigatore e esploratore francese (n. 1779)
- 1842 - Ekaterina Zagrjažskaja, nobildonna russa (n. 1779)
- 1845 - Düzdidil Hanim, nobile abcasa (n. 1825)
- 1848 - Ladislao Gutiérrez, sacerdote argentino (n. 1824)
- 1848 - Camila O'Gorman, argentina (n. 1825)
- 1850 - Honoré de Balzac, scrittore, drammaturgo e critico letterario francese (n. 1799)
- 1852 - Alexander Hamilton, X duca di Hamilton, nobile, politico e collezionista d'arte scozzese (n. 1767)
- 1853 - Bransby Blake Cooper, medico e chirurgo inglese (n. 1792)
- 1853 - Alexander Fraser, XVII Lord Saltoun, generale britannico (n. 1785)
- 1855 - George Montagu, VI duca di Manchester, politico inglese (n. 1799)
- 1856 - Giuseppe Marraghini, fantino italiano (n. 1822)
- 1859 - Antonio D'Antoni, compositore e direttore d'orchestra italiano (n. 1801)
- 1862 - Simon Fraser, esploratore britannico (n. 1776)
- 1862 - Andrew Myrick, mercante statunitense (n. 1832)
- 1863 - Adrien Barralis, politico francese (n. 1818)
- 1863 - Conrad Petrasch, militare e ingegnere austriaco (n. 1807)
- 1863 - Lorenzo de Cardenas, politico italiano (n. 1791)
- 1864 - Francesco de Filos, scrittore e rivoluzionario italiano (n. 1772)
- 1865 - Alessandro Mavrocordato, politico greco (n. 1791)
- 1866 - Claudio Gonnet, politico e generale italiano (n. 1795)
- 1866 - Georg Heinrich Mettenius, botanico tedesco (n. 1823)
- 1869 - Giovanni Marangoni, patriota italiano (n. 1834)
- 1870 - John Pendleton Kennedy, politico e scrittore statunitense (n. 1795)
- 1870 - Felice di Salm-Salm, generale e nobile tedesco (n. 1828)
- 1872 - Petar Preradović, poeta croato (n. 1818)
- 1873 - Carlo II di Brunswick, nobile (n. 1804)
- 1874 - Maria Teresa di Thurn und Taxis, principessa tedesca (n. 1794)
- 1875 - Alessandro Bianchi, politico italiano (n. 1822)
- 1877 - Giuseppe Bruni, architetto e ingegnere italiano (n. 1827)
- 1877 - Christian Lechler, farmacista e imprenditore tedesco (n. 1820)
- 1878 - Davide Lazzaretti, predicatore italiano (n. 1834)
- 1879 - Giuseppe Lauria, magistrato e politico italiano (n. 1805)
- 1879 - Antonino Morana, vescovo cattolico italiano (n. 1824)
- 1880 - Raffaele Gagliardi, vescovo cattolico, teologo e letterato italiano (n. 1814)
- 1881 - Josef Labitzki, compositore, violinista e direttore d'orchestra boemo (n. 1802)
- 1881 - Stephen Miller, politico statunitense (n. 1816)
- 1883 - Aleksandr Ivanovič Barannikov, rivoluzionario russo (n. 1858)
- 1883 - Evgenija Florianovna Zavadskaja, rivoluzionaria russa (n. 1852)
- 1887 - Vincenz Franz Kosteletzky, medico e botanico boemo (n. 1801)
- 1887 - Caterina Melzi d'Eril, nobile italiana (n. 1824)
- 1889 - Auguste de Villiers de L'Isle-Adam, scrittore e commediografo francese (n. 1838)
- 1890 - Antonio Castagneri, alpinista italiano (n. 1845)
- 1891 - Louis Paulsen, scacchista tedesco (n. 1833)
- 1891 - Georg Voigt, storico e umanista tedesco (n. 1827)
- 1892 - Vincenzo De Vit, lessicografo e latinista italiano (n. 1811)
- 1892 - George Montagu, VIII duca di Manchester, nobile e politico inglese (n. 1853)
- 1892 - Zelia Trebelli-Bettini, cantante lirica francese (n. 1836)
- 1893 - Rodolfo Manganaro, politico italiano (n. 1840)
- 1893 - Constantin von Wurzbach, bibliotecario, archivista e lessicografo austriaco (n. 1818)
- 1894 - Carlo Boni, naturalista e archeologo italiano (n. 1830)
- 1896 - Richard Avenarius, filosofo tedesco (n. 1843)
- 1896 - Josiah Whitney, geologo statunitense (n. 1819)
- 1900 - Albert Samain, poeta francese (n. 1858)
- 1900 - Genesio Sampieri, fantino italiano (n. 1851)

## XX secolo(219)
- 1903 - Friedrich Dieterici, storico e orientalista tedesco (n. 1821)
- 1904 - Giuseppe Mussi, politico italiano (n. 1836)
- 1905 - Albert Edelfelt, pittore finlandese (n. 1854)
- 1908 - Marcello Mazzanti, vescovo cattolico italiano (n. 1831)
- 1909 - Theodore Martin, poeta e scrittore scozzese (n. 1816)
- 1910 - Ferruccio Macola, giornalista e politico italiano (n. 1861)
- 1910 - Rudolf Wagner, calciatore austriaco (n. 1871)
- 1911 - Henry James, I barone James, avvocato e politico inglese (n. 1828)
- 1911 - Gregorio Ronca, ammiraglio, scienziato e inventore italiano (n. 1859)
- 1913 - Igino Cocchi, geologo e paleontologo italiano (n. 1827)
- 1914 - Anna Nikolaevna Esipova, pianista russa (n. 1851)
- 1917 - Ricardo de Madrazo, pittore spagnolo (n. 1852)
- 1918 - Julio Calcaño, scrittore, critico letterario e giornalista venezuelano (n. 1840)
- 1918 - Johann Coaz, ingegnere, topografo e alpinista svizzero (n. 1822)
- 1918 - Ismania Nugent, nobildonna irlandese (n. 1838)
- 1919 - Stanislav Schulhof, poeta ceco (n. 1864)
- 1922 - William Henry Hudson, scrittore, naturalista e ornitologo inglese (n. 1841)
- 1922 - Ernest Lavisse, storico francese (n. 1842)
- 1922 - Ernst Gottlob Orthmann, ginecologo tedesco (n. 1859)
- 1922 - Otto Stoll, antropologo, linguista e etnologo svizzero (n. 1849)
- 1924 - Antoine de Mitry, generale francese (n. 1857)
- 1924 - Ignaz Mitterer, compositore austriaco (n. 1850)
- 1925 - Gaston Cyprès, calciatore francese (n. 1884)
- 1926 - Jean-Claude Combaz, vescovo cattolico e missionario francese (n. 1856)
- 1926 - Ermanno Giglio-Tos, biologo e entomologo italiano (n. 1865)
- 1927 - Johannes Theodor Baargeld, artista e scrittore tedesco (n. 1892)
- 1927 - Sascha Schneider, pittore e scultore tedesco (n. 1870)
- 1928 - Flavio Torello Baracchini, aviatore italiano (n. 1895)
- 1928 - Manuel Fernández Juncos, poeta e giornalista spagnolo (n. 1846)
- 1928 - Giuseppe Prato, economista e storico italiano (n. 1873)
- 1929 - Abdon Sgarbi, calciatore italiano (n. 1903)
- 1930 - Dario Pratoverde, calciatore italiano (n. 1903)
- 1932 - Roberto Galletti, ingegnere italiano (n. 1879)
- 1932 - Louis Leubas, attore francese (n. 1869)
- 1932 - Hans Zenker, ammiraglio tedesco (n. 1870)
- 1933 - James Williamson, regista, direttore della fotografia e sceneggiatore scozzese (n. 1855)
- 1934 - Constance Goddard DuBois, scrittrice, etnologa e attivista statunitense
- 1934 - Peter Hodge, allenatore di calcio e arbitro di calcio britannico (n. 1871)
- 1935 - Spencer Bell, attore statunitense (n. 1887)
- 1935 - Giuseppe Della Noce, generale italiano (n. 1846)
- 1935 - Charles Sorum, ginnasta e multiplista statunitense (n. 1867)
- 1936 - Giacomo Falgarona Vilanova, religioso spagnolo (n. 1912)
- 1936 - Martín Martínez Pascual, presbitero spagnolo (n. 1910)
- 1936 - Atanasio Vidaurreta Labra, religioso spagnolo (n. 1911)
- 1937 - Oreste Murani, fisico e politico italiano (n. 1853)
- 1937 - Luigi Pernier, archeologo e funzionario italiano (n. 1874)
- 1937 - Harry Scrivener, tennista britannico (n. 1865)
- 1938 - Giuseppe Burei, aviatore italiano (n. 1902)
- 1938 - Mario Chiesa, militare e prefetto italiano (n. 1898)
- 1938 - Marvin Loback, attore statunitense (n. 1896)
- 1939 - Joe Grim, pugile statunitense (n. 1881)
- 1939 - Enrico Serretta, giornalista, romanziere e commediografo italiano (n. 1881)
- 1940 - Walter Chrysler, imprenditore statunitense (n. 1875)
- 1940 - Kamal-ol-Molk, pittore iraniano (n. 1848)
- 1940 - Horst Tietzen, aviatore tedesco (n. 1912)
- 1942 - Rafaela Ottiano, attrice italiana (n. 1888)
- 1942 - Giuseppe Pucci di Benisichi, politico italiano (n. 1867)
- 1942 - Erwin Schulhoff, compositore e pianista cecoslovacco (n. 1894)
- 1942 - Allan Sears, attore statunitense (n. 1887)
- 1943 - Maurice Couette, fisico francese (n. 1858)
- 1943 - Friedrich Hartogs, matematico tedesco (n. 1874)
- 1943 - Hans Jeschonnek, generale tedesco (n. 1899)
- 1943 - Ali-Aga Šichlinskij, generale azero (n. 1863)
- 1944 - Adriano Casadei, partigiano italiano (n. 1922)
- 1944 - Silvio Corbari, partigiano italiano (n. 1923)
- 1944 - Eugeniusz Horbaczewski, militare e aviatore polacco (n. 1917)
- 1944 - Mitsuyoshi Tarui, aviatore e militare giapponese (n. 1915)
- 1944 - Ernst Thälmann, politico e rivoluzionario tedesco (n. 1886)
- 1944 - Iris Versari, partigiana italiana (n. 1922)
- 1944 - Andrzej Łukoski, militare polacco (n. 1923)
- 1945 - Subhas Chandra Bose, politico e militare indiano (n. 1897)
- 1946 - Georg Åberg, triplista e lunghista svedese (n. 1893)
- 1947 - Lilian Violet Cooper, medico britannico (n. 1861)
- 1947 - Ludwig Kübler, generale tedesco (n. 1889)
- 1947 - Stefano Rosselli del Turco, scacchista italiano (n. 1877)
- 1948 - Francesco Bascone, politico italiano (n. 1872)
- 1948 - Percy Lowe, chirurgo e ornitologo inglese (n. 1870)
- 1949 - József Viola, calciatore e allenatore di calcio ungherese (n. 1896)
- 1950 - Vito Baccarini, cestista e dirigente sportivo italiano (n. 1890)
- 1950 - Julien Lahaut, sindacalista e politico belga (n. 1884)
- 1951 - Giuseppe Fanciulli, pedagogista e scrittore italiano (n. 1881)
- 1951 - Ettore Zapparoli, alpinista italiano (n. 1899)
- 1952 - Ralph Byrd, attore statunitense (n. 1909)
- 1952 - Henri Expert, scrittore e musicologo francese (n. 1863)
- 1952 - Alberto Hurtado, gesuita cileno (n. 1901)
- 1953 - Ferdinando Stagno Monroy d'Alcontres, politico italiano (n. 1876)
- 1954 - Wilhelm Brückner, militare tedesco (n. 1884)
- 1954 - Hermila Galindo, attivista e scrittrice messicana (n. 1886)
- 1955 - Giorgio Parodi, aviatore, militare e imprenditore italiano (n. 1897)
- 1956 - Louis Madelin, politico e storico francese (n. 1871)
- 1956 - Manuel María Smith, architetto spagnolo (n. 1879)
- 1957 - Giovanni Farina, imprenditore italiano (n. 1884)
- 1957 - Joseph Ferdinand Gould, scrittore statunitense (n. 1889)
- 1957 - Huib Hoste, architetto belga (n. 1881)
- 1957 - Gian Noceti Della Casa, compositore e chitarrista italiano (n. 1874)
- 1957 - Jacob Schorer, giurista e attivista olandese (n. 1866)
- 1957 - Nils Silfverskiöld, ginnasta svedese (n. 1888)
- 1958 - Bonar Colleano, attore statunitense (n. 1924)
- 1958 - Ruggero Maineri, calciatore e allenatore di calcio italiano (n. 1892)
- 1958 - Jérôme de Mayer, arciere belga (n. 1875)
- 1958 - Giuseppe Milani, scultore italiano (n. 1893)
- 1958 - Fritz Arno Wagner, direttore della fotografia tedesco (n. 1884)
- 1959 - Arturo Reggio, avvocato e politico italiano (n. 1879)
- 1960 - Carlo Emilio Bonferroni, matematico italiano (n. 1892)
- 1960 - Andrea Da Mosto, archivista italiano (n. 1868)
- 1961 - Leonhard Frank, scrittore tedesco (n. 1882)
- 1961 - Hubert Henry Norsworthy, organista inglese (n. 1885)
- 1961 - Aleksej Dmitrievič Popov, regista cinematografico russo (n. 1892)
- 1962 - Guido Bedarida, scrittore italiano (n. 1900)
- 1962 - Lucien Berland, entomologo e aracnologo francese (n. 1888)
- 1962 - Max Fabiani, architetto e urbanista italiano (n. 1865)
- 1962 - Arthur Moulton, vescovo anglicano statunitense (n. 1873)
- 1962 - Cleo Ridgely, attrice statunitense (n. 1893)
- 1962 - Folke Sandström, cavaliere e militare svedese (n. 1892)
- 1963 - Clifford Odets, drammaturgo, regista e sceneggiatore statunitense (n. 1906)
- 1964 - Hildegard Trabant, tedesca (n. 1927)
- 1965 - Victor Abeloos, pittore belga (n. 1881)
- 1965 - Philip La Follette, politico statunitense (n. 1897)
- 1965 - Ben Stom, calciatore olandese (n. 1886)
- 1966 - Louis Renou, storico delle religioni, orientalista e filologo francese (n. 1896)
- 1966 - Otto Roettig, generale tedesco (n. 1887)
- 1967 - Alice Dreossi, pittrice italiana (n. 1882)
- 1967 - Gustave Fahy, ginnasta francese (n. 1880)
- 1967 - Stefan Rosenbauer, schermidore tedesco (n. 1896)
- 1968 - Giacomo Bassi, funzionario italiano (n. 1896)
- 1968 - Franz Nieberl, alpinista e scrittore tedesco (n. 1875)
- 1968 - Nicola Sansanelli, avvocato, militare e politico italiano (n. 1891)
- 1968 - Suraphol Sombatcharoen, cantante thailandese (n. 1930)
- 1969 - Mildred Davis, attrice statunitense (n. 1901)
- 1970 - Soledad Miranda, attrice spagnola (n. 1943)
- 1970 - Furio Monticelli, generale italiano (n. 1888)
- 1971 - Pëtr Grigor'evič Bogatyrëv, etnografo e docente russo (n. 1893)
- 1971 - Nello Corti, calciatore italiano (n. 1898)
- 1971 - Peter Fleming, scrittore, giornalista e militare britannico (n. 1907)
- 1971 - Carl Pedersen, ginnasta danese (n. 1883)
- 1971 - Paul Raynal, drammaturgo francese (n. 1885)
- 1971 - Renato Spada, aviatore italiano (n. 1894)
- 1972 - Ljubov' Nikolaevna Egorova, ballerina russa (n. 1880)
- 1972 - Roger K. Furse, costumista e scenografo britannico (n. 1903)
- 1972 - Silvio Salza, ammiraglio italiano (n. 1879)
- 1973 - François Bonlieu, sciatore alpino francese (n. 1937)
- 1973 - Axel Janse, ginnasta svedese (n. 1888)
- 1974 - Laura Clifford Barney, scrittrice, insegnante e filantropa statunitense (n. 1879)
- 1974 - Vincenzo Salvadore, ingegnere e politico italiano (n. 1891)
- 1975 - John Kriza, danzatore e insegnante statunitense (n. 1919)
- 1976 - Guido Cadorin, pittore italiano (n. 1892)
- 1976 - Alf Olsen, calciatore danese (n. 1893)
- 1976 - Luigi Serventi, attore e regista italiano (n. 1885)
- 1976 - Shintaro Uda, ingegnere elettrotecnico giapponese (n. 1896)
- 1977 - Tibor Déry, scrittore ungherese (n. 1894)
- 1977 - Luigi Gatti, attore italiano (n. 1909)
- 1977 - Federico Terschak, alpinista, dirigente sportivo e scrittore tedesco (n. 1890)
- 1979 - Eileen Bennett Whittingstall, tennista britannica (n. 1907)
- 1980 - Immirù Hailé Selassié, militare e diplomatico etiope (n. 1892)
- 1980 - Harold Kitching, canottiere britannico (n. 1885)
- 1980 - Domingos Monteiro, avvocato, poeta e scrittore portoghese (n. 1903)
- 1981 - Robert Russell Bennett, compositore e arrangiatore statunitense (n. 1894)
- 1981 - John Hennessey, tennista statunitense (n. 1900)
- 1981 - Leonhard Weiß, calciatore tedesco (n. 1907)
- 1982 - Beverly Bayne, attrice statunitense (n. 1894)
- 1982 - Carlos Botelho, pittore e illustratore portoghese (n. 1899)
- 1982 - Mark Stepanovič Tereščenko, regista cinematografico ucraino (n. 1893)
- 1983 - Floro Finistauri, aviatore italiano (n. 1944)
- 1983 - Arturo Umberto Illia, politico argentino (n. 1900)
- 1983 - Nikolaus Pevsner, storico dell'architettura e storico dell'arte tedesco (n. 1902)
- 1983 - Ray Terzynski, cestista statunitense (n. 1919)
- 1985 - Mario Longo Dorni, vescovo cattolico italiano (n. 1907)
- 1985 - Josip Primožic, ginnasta jugoslavo (n. 1900)
- 1986 - Nikos Nīsiōtīs, dirigente sportivo e allenatore di pallacanestro greco (n. 1924)
- 1987 - Shichirō Fukazawa, scrittore giapponese (n. 1914)
- 1987 - Dambudzo Marechera, scrittore, drammaturgo e poeta zimbabwese (n. 1952)
- 1987 - Erwin Schneider, alpinista e cartografo austriaco (n. 1906)
- 1988 - Guido Baroni, giornalista e politico italiano (n. 1904)
- 1989 - Friederich Franzl, calciatore austriaco (n. 1905)
- 1989 - Luis Carlos Galán, giornalista, politico e economista colombiano (n. 1943)
- 1989 - Imre Németh, martellista ungherese (n. 1917)
- 1989 - Bert Oosterbosch, ciclista su strada e pistard olandese (n. 1957)
- 1989 - Mario Ricci, partigiano e politico italiano (n. 1908)
- 1989 - Chrissie White, attrice britannica (n. 1895)
- 1990 - Leonid Fëdorovič Il'ičëv, politico, filosofo e giornalista sovietico (n. 1906)
- 1990 - Grethe Ingmann, cantante danese (n. 1938)
- 1990 - József Kovács, ostacolista e velocista ungherese (n. 1911)
- 1990 - D. Scott Rogo, giornalista, saggista e parapsicologo statunitense (n. 1950)
- 1990 - Arturo Schena, banchiere e politico italiano (n. 1917)
- 1990 - Burrhus Skinner, psicologo statunitense (n. 1904)
- 1991 - Andrew Anderson, calciatore scozzese (n. 1909)
- 1991 - Rick Griffin, artista statunitense (n. 1944)
- 1991 - Les McDowall, allenatore di calcio e calciatore scozzese (n. 1912)
- 1992 - Christopher McCandless, viaggiatore statunitense (n. 1968)
- 1992 - Gabriella Rossi, operaia e politica italiana (n. 1921)
- 1992 - John Sturges, regista, montatore e produttore cinematografico statunitense (n. 1910)
- 1992 - Gaetano Zappalà, medico e chirurgo italiano (n. 1905)
- 1993 - Renato Armellini, imprenditore italiano (n. 1930)
- 1993 - Leletta D'Isola, religiosa italiana (n. 1926)
- 1993 - Daisy Lumini, musicista, compositrice e cantante italiana (n. 1936)
- 1993 - Tino Schirinzi, attore e regista teatrale italiano (n. 1934)
- 1993 - Paweł Stok, cestista polacco (n. 1913)
- 1994 - Gottlob Frick, basso tedesco (n. 1906)
- 1994 - Yeshayahu Leibowitz, filosofo e chimico israeliano (n. 1903)
- 1994 - Stefano Merli, storico e politologo italiano (n. 1925)
- 1994 - Richard Laurence Millington Synge, biochimico britannico (n. 1914)
- 1994 - Vazgen I, vescovo cristiano orientale armeno (n. 1908)
- 1995 - Julio Caro Baroja, antropologo, storico e linguista spagnolo (n. 1914)
- 1995 - Dick Hogan, attore e cantante statunitense (n. 1917)
- 1995 - James Maxwell, attore e regista teatrale statunitense (n. 1929)
- 1996 - Alfredo Varelli, attore italiano (n. 1914)
- 1997 - Domenico Amoroso, vescovo cattolico italiano (n. 1927)
- 1997 - Silvio Bisio, pittore e scultore italiano (n. 1914)
- 1997 - Marija Prymačenko, pittrice ucraina (n. 1909)
- 1997 - Paride Rombi, scrittore italiano (n. 1921)
- 1997 - Robert Swenson, wrestler, attore e pugile statunitense (n. 1957)
- 1998 - Annemarie in der Au, scrittrice, poetessa e giornalista tedesca (n. 1924)
- 1998 - Persis Khambatta, modella e attrice indiana (n. 1948)
- 1998 - Jerre Mangione, saggista statunitense (n. 1909)
- 1998 - Joe Patanelli, cestista statunitense (n. 1919)
- 1998 - Otto Wichterle, chimico ceco (n. 1913)
- 1999 - Alfred Bickel, calciatore svizzero (n. 1918)
- 1999 - Hanoch Levin, drammaturgo, poeta e regista teatrale israeliano (n. 1943)
- 2000 - Maurice Evans, allenatore di calcio e calciatore inglese (n. 1936)

## XXI secolo(111)
- 2001 - Clara Gessaga, attrice italiana (n. 1921)
- 2001 - Giovanni Grazzini, critico cinematografico italiano (n. 1925)
- 2001 - Hillel Kook, politico e attivista lituano (n. 1915)
- 2002 - Bertil Ericsson, calciatore svedese (n. 1908)
- 2002 - Jože Pogačnik, linguista e critico letterario sloveno (n. 1933)
- 2002 - Dean Riesner, sceneggiatore statunitense (n. 1918)
- 2002 - Giorgio Trebbi, architetto italiano (n. 1926)
- 2003 - Don Eliason, cestista e giocatore di football americano statunitense (n. 1918)
- 2003 - Álvaro Gaxiola, tuffatore messicano (n. 1937)
- 2003 - Jouni Kailajärvi, sollevatore finlandese (n. 1938)
- 2004 - Elmer Bernstein, compositore statunitense (n. 1922)
- 2004 - Hiram Fong, politico statunitense (n. 1906)
- 2004 - Carlo Mo, scultore, incisore e scenografo italiano (n. 1923)
- 2005 - Davide Liani, compositore e musicista italiano (n. 1921)
- 2005 - Marcello Morante, scrittore, giornalista e politico italiano (n. 1916)
- 2005 - Krzysztof Raczkowski, batterista polacco (n. 1970)
- 2007 - Magdalen Nabb, scrittrice inglese (n. 1947)
- 2007 - Viktor Prokopenko, allenatore di calcio e calciatore ucraino (n. 1944)
- 2008 - Pierpaolo Meccariello, storico italiano (n. 1932)
- 2008 - Antonio Scaccabarozzi, pittore italiano (n. 1936)
- 2008 - Luigi Socini Guelfi, politico italiano (n. 1906)
- 2009 - Hildegard Behrens, soprano tedesco (n. 1937)
- 2009 - Rose Friedman, economista statunitense
- 2009 - Clemente Gotti, calciatore italiano (n. 1930)
- 2009 - Kim Dae-jung, politico sudcoreano (n. 1924)
- 2009 - Hugo Loetscher, scrittore, critico letterario e giornalista svizzero (n. 1929)
- 2009 - Elena Melik, giornalista e scrittrice italiana (n. 1919)
- 2009 - Fernanda Pivano, traduttrice, scrittrice e giornalista italiana (n. 1917)
- 2009 - Valeria Sabel, attrice italiana (n. 1928)
- 2009 - Geertje Wielema, nuotatrice olandese (n. 1934)
- 2010 - Carlo Ugo di Borbone-Parma, nobile (n. 1930)
- 2010 - Harold Connolly, martellista statunitense (n. 1931)
- 2010 - Rina Franchetti, attrice italiana (n. 1907)
- 2010 - Rodolfo Salas, cestista peruviano (n. 1928)
- 2011 - Scotty Robertson, allenatore di pallacanestro statunitense (n. 1930)
- 2011 - Jean Tabary, fumettista francese (n. 1930)
- 2011 - Nicoletta Casiraghi, politica italiana (n. 1948)
- 2012 - George Bowers, montatore e regista statunitense (n. 1944)
- 2012 - Scott McKenzie, cantante statunitense (n. 1939)
- 2012 - Pierluigi Sopelsa, scultore italiano (n. 1918)
- 2013 - Florin Cioabă, politico e pastore protestante rumeno (n. 1954)
- 2013 - Reha Eken, calciatore, allenatore di calcio e dirigente sportivo turco (n. 1925)
- 2013 - Romano Frigieri, calciatore italiano (n. 1936)
- 2013 - Dezső Gyarmati, pallanuotista ungherese (n. 1927)
- 2013 - Albert Murray, scrittore e biografo statunitense (n. 1916)
- 2013 - Rolv Wesenlund, attore, cantante e musicista norvegese (n. 1936)
- 2014 - Jim Jeffords, politico e avvocato statunitense (n. 1934)
- 2014 - Levente Lengyel, scacchista ungherese (n. 1933)
- 2014 - Antonio Moroni, presbitero e ecologo italiano (n. 1925)
- 2014 - Paul Nguyễn Thanh Hoan, vescovo cattolico vietnamita (n. 1932)
- 2014 - Jean Nicolay, calciatore belga (n. 1937)
- 2014 - Don Pardo, attore, conduttore radiofonico e conduttore televisivo statunitense (n. 1918)
- 2014 - Alberto Spigaroli, politico italiano (n. 1922)
- 2015 - Pier Luigi Alvigini, allenatore di calcio e calciatore italiano (n. 1918)
- 2015 - Víctor Hugo Berardi, allenatore di pallacanestro uruguaiano (n. 1950)
- 2015 - Louis Stokes, politico statunitense (n. 1925)
- 2015 - Bud Yorkin, produttore cinematografico, produttore televisivo e regista statunitense (n. 1926)
- 2015 - Khaled al-Asaad, archeologo, scrittore e traduttore siriano (n. 1932)
- 2015 - Abu Muslim al-Turkmani, generale iracheno (n. 1959)
- 2016 - Paolo Doto, calciatore italiano (n. 1958)
- 2016 - Gertrud Mair, annunciatrice televisiva e conduttrice televisiva italiana (n. 1944)
- 2016 - Ernst Nolte, storico e filosofo tedesco (n. 1923)
- 2016 - Jan Van Cauwelaert, vescovo cattolico belga (n. 1914)
- 2017 - Sonny Burgess, cantante e chitarrista statunitense (n. 1929)
- 2017 - Bruce Forsyth, conduttore televisivo e attore britannico (n. 1928)
- 2017 - Vicente Iturat, ciclista su strada spagnolo (n. 1928)
- 2017 - Venero Mangano, mafioso statunitense (n. 1921)
- 2017 - Sergio Zaniboni, fumettista italiano (n. 1937)
- 2018 - Samir Amin, economista, politologo e attivista egiziano (n. 1931)
- 2018 - Kofi Annan, diplomatico ghanese (n. 1938)
- 2018 - Raffaele Cuscela, allenatore di calcio e calciatore italiano (n. 1925)
- 2018 - Gaetano Gifuni, funzionario e politico italiano (n. 1932)
- 2019 - Kathleen Blanco, politica statunitense (n. 1942)
- 2019 - Giulio Chierchini, fumettista e animatore italiano (n. 1928)
- 2019 - Gillian Hanna, attrice e doppiatrice irlandese (n. 1944)
- 2019 - Robert Ouko, mezzofondista e velocista keniota (n. 1948)
- 2020 - Bob Bigelow, cestista statunitense (n. 1953)
- 2020 - Ben Cross, attore britannico (n. 1947)
- 2020 - Mariolina De Fano, attrice e comica italiana (n. 1940)
- 2020 - Gheorghe Dogărescu, pallamanista rumeno (n. 1960)
- 2020 - Dale Hawerchuk, hockeista su ghiaccio e allenatore di hockey su ghiaccio canadese (n. 1963)
- 2020 - Cesare Romiti, dirigente d'azienda, imprenditore e editore italiano (n. 1923)
- 2020 - Jack Sherman, chitarrista statunitense (n. 1956)
- 2020 - Cathy Smith, cantante canadese (n. 1947)
- 2020 - Ivan Varlamov, calciatore e allenatore di calcio sovietico (n. 1937)
- 2021 - Pablo P. Garcia, politico filippino (n. 1925)
- 2021 - Giampaolo Lomi, regista italiano (n. 1930)
- 2021 - Evgenij Ellinovič Svešnikov, scacchista russo (n. 1950)
- 2021 - Stephen Vizinczey, scrittore ungherese (n. 1933)
- 2022 - Ermano De Col, politico italiano (n. 1942)
- 2022 - Emanuele Giacoia, giornalista, telecronista sportivo e conduttore televisivo italiano (n. 1929)
- 2022 - Clayton Jacobson II, inventore statunitense (n. 1933)
- 2022 - Domenico Labrocca, calciatore e allenatore di calcio italiano (n. 1952)
- 2022 - István Liptai, cestista ungherese (n. 1935)
- 2022 - Herbert Mullin, serial killer statunitense (n. 1947)
- 2022 - Tom Palmer, fumettista statunitense (n. 1942)
- 2022 - John Powell, discobolo statunitense (n. 1947)
- 2022 - Josephine Tewson, attrice britannica (n. 1931)
- 2022 - Hadrawi, poeta e cantautore somalo (n. 1943)
- 2023 - Jean-Louis Georgelin, generale francese (n. 1948)
- 2023 - Giuseppina Luongo, poetessa e saggista italiana (n. 1926)
- 2023 - Alessio Paternesi, pittore e scultore italiano (n. 1937)
- 2023 - Al Quie, politico statunitense (n. 1923)
- 2023 - Jørn Riel, scrittore danese (n. 1931)
- 2023 - Ermanno Salvaterra, alpinista italiano (n. 1955)
- 2024 - Ronald Borchers, calciatore tedesco (n. 1957)
- 2024 - Diletta D'Andrea, attrice italiana (n. 1942)
- 2024 - Alain Delon, attore, produttore cinematografico e cantante francese (n. 1935)
- 2024 - Phil Donahue, conduttore televisivo, conduttore radiofonico e produttore cinematografico statunitense (n. 1935)
- 2024 - Ruth Johnson Colvin, filantropa e scrittrice statunitense (n. 1916)
- 2024 - Franciszek Smuda, allenatore di calcio e calciatore polacco (n. 1948)